# Per Hållberg
Per Hållberg, född 24 mars 1978 i Örnsköldsvik, är en svensk före detta ishockeyspelare. 

## Klubbar
- MODO Hockey 1985-2002, 2007-2011 (både juniorer och A-lag)
- Färjestads BK 2002-2006
- EV Zug 2006-2007
- Växjö Lakers 2011-2012
- Asplöven HC 2012-2013
- IF Björklöven 2013-2015

## Meriter (i urval)
- SM-silver 1999 med MODO Hockey
- SM-silver 2000 med MODO Hockey
- SM-silver 2002 med MODO Hockey
- SM-silver 2003 med Färjestads BK
- SM-silver 2004 med Färjestads BK
- VM-silver 2004 med Sverige
- SM-silver 2005 med Färjestads BK
- SM-guld 2006 med Färjestads BK
- VM-guld 2006 med Sverige